# Sobre la demonomanía de los brujos
Sobre la demonomanía de los brujos (título original en francés: De la démonomanie des sorciers) es un tratado sobre brujería y demonología del jurista y filósofo político francés Jean Bodin. Publicado por primera vez en 1580, el libro se convirtió en una fuente de referencia para la caza y el procesamiento de brujas, y probablemente tuvo mayor alcance que cualquier otra obra sobre brujas en esa época.

## Ediciones
De la demonomanía de los brujos se publicó por primera vez en francés en 1580. En 1604 ya contaba con diez ediciones. Fue traducido al alemán por Johann Fischart (1581) bajo el título De Daemonomania magorum, y en el mismo año al latín por François Du Jon como De magorum dæmonomania libri IV .

## Contenido
Sobre la demonomanía de los brujos se divide en cuatro libros. En el primero, Bodin comienza definiendo «bruja» y «brujería». Esta constituye una de las primeras definiciones legales de bruja: «alguien que, por medios diabólicos, busca deliberadamente lograr algo».
También describe a los espíritus, clasificándolos como benévolos o malévolos. Además, enumera los diversos poderes que se pueden obtener apelando a los demonios, particularmente habilidades adivinatorias y proféticas.
El segundo libro está dedicado a la magia . Define la magia y sus diversas formas, como la magia blanca y negra, y explora prácticas como la invocación de demonios y los pactos con ellos. También aborda la licantropía, la supuesta capacidad de transformarse en hombre lobo.
El tercer libro se centra en las formas de prevenir o remediar las acciones malévolas de las brujas. También trata de los exorcismos, cuyo objetivo es expulsar a los espíritus que se han apoderado de una persona.
El cuarto libro se centra en el tratamiento legal de las brujas. Bodin adopta una postura particularmente dura, abogando no sólo por el uso de la tortura sino también por formas dolorosas de ejecución.